# 臺北市民族實驗國民中學
臺北市民族實驗國民中學（簡稱：民族實中）是位於台灣台北市基隆路與羅斯福路交叉口的實驗國民中學。

## 歷史
學校創立於1968年，最初校址選定於民族東路近濱江街處，因而以「民族」為校名，但由於機場噪音因素後決定改以位於公館的蠶業試驗改良場之現址為校地；但因蠶業試驗改良場搬遷作業延宕，民族國中曾先後借用現址周邊的銘傳國小、古亭國小、螢橋國中之校舍上課，並一度於現在芳和實中之校地興建臨時校舍使用，直到1976年6月才遷入現址，而現在的房舍直到1980年2月1日才全部完成。
2019年8月，學校轉型為實驗教育學校，學校因此更名為「臺北市民族實驗國民中學」。

## 歷任校長
| 任別 | 姓名   | 任職時間             |
| ---- | ------ | -------------------- |
| 1    | 陳登瑞 | 1968年5月至1972年7月 |
| 2    | 林忠廉 | 1972年8月至1980年7月 |
| 3    | 李豐江 | 1980年8月至1986年1月 |
| 4    | 周麗玉 | 1986年2月至1994年1月 |
| 5    | 趙慧芳 | 1994年2月至1996年7月 |
| 6    | 葛 虹  | 1996年8月至2001年7月 |
| 7    | 姚榮華 | 2001年8月至2009年7月 |
| 8    | 蔣佳良 | 2009年8月至2017年7月 |
| 9    | 蘇慧君 | 2017年8月至2021年7月 |
| 10   | 洪錫璿 | 2021年8月起至今      |

## 校園圖片

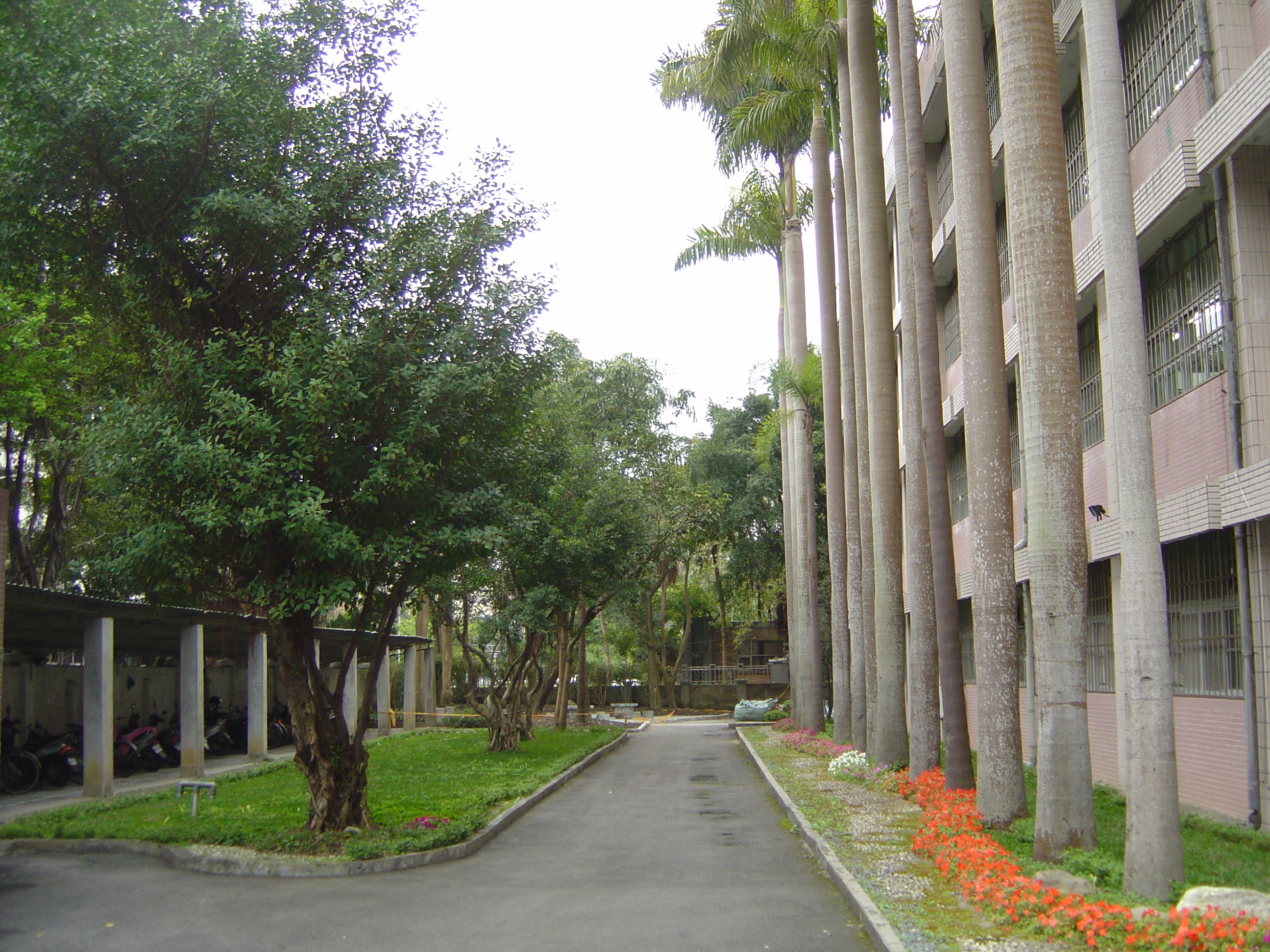
椰林大道
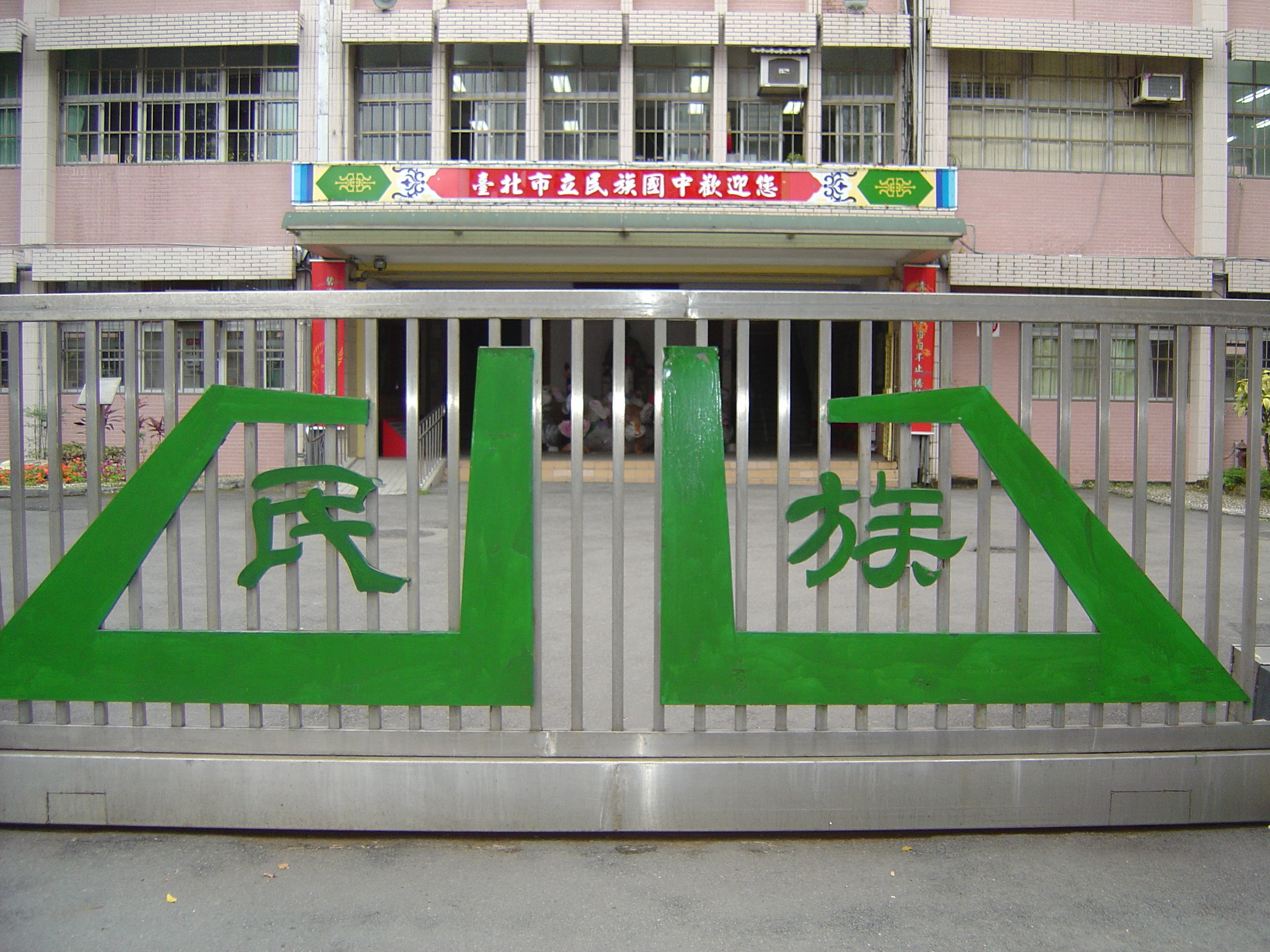
校門
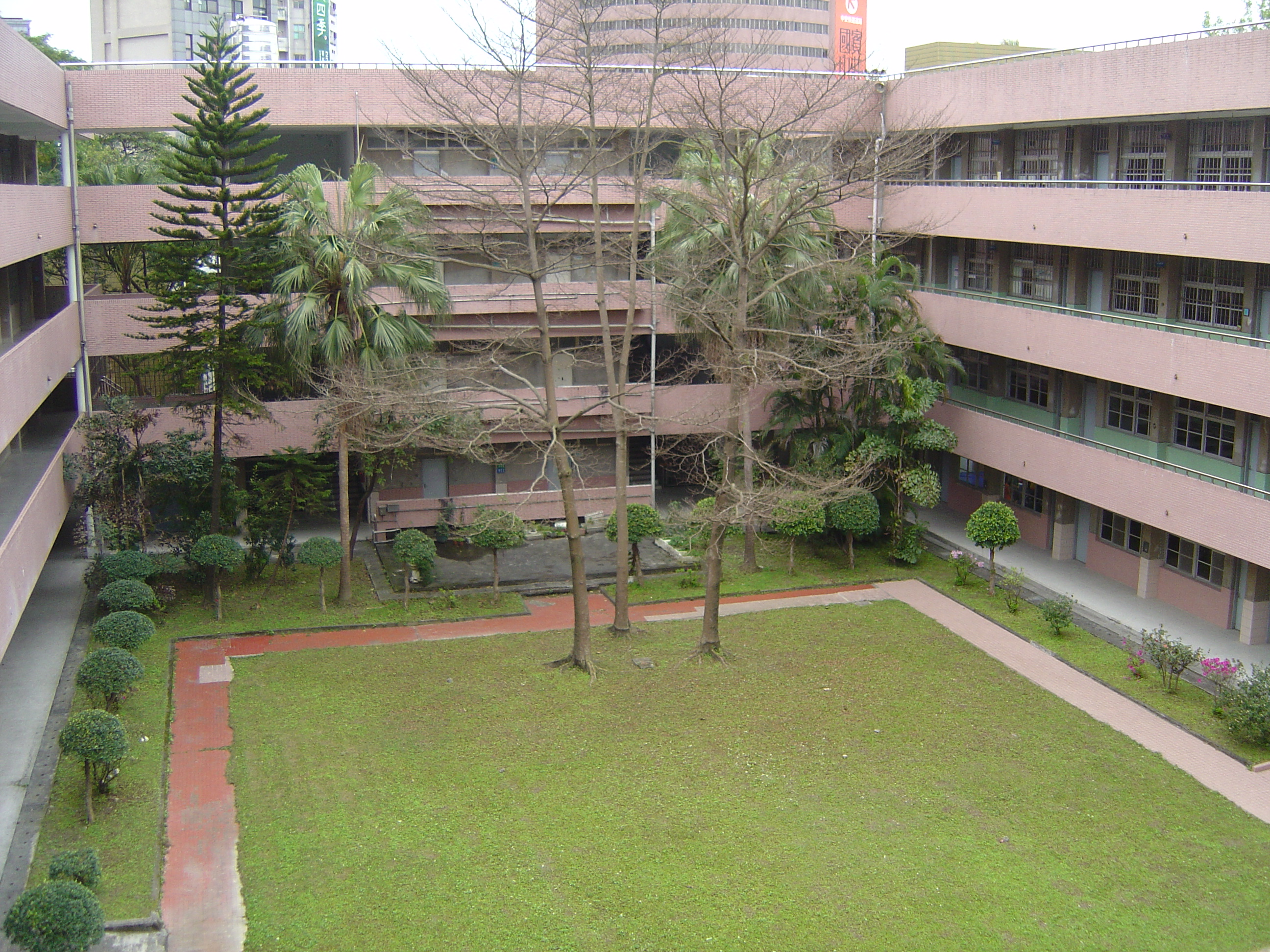
校舍

## 外部連結
- 臺北市民族實驗國民中學 （页面存档备份，存于）